# Domlay
Die Domlay war eine Einzellage im Bad Neuenahr-Ahrweiler Stadtteil Walporzheim im deutschen Weinbaugebiet Ahr und Teil der Großlage Klosterberg im Bereich Walporzheim/Ahrtal an der Ahr.

## Lage
Die Lage wurde 2017 aufgegeben und zu großen Teilen der Lage Alte Lay und zu kleinen dem Himmelchen zugeordnet. In der Weinbergrolle von 2024 wird die Lage nicht mehr als Einzellage aufgeführt. Der Verband Deutscher Prädikatsweingüter weist die aber noch als VDP.GROSSE LAGE aus. Der Name Lay bei den Weinlagenbezeichnung stammt aus dem Keltischen und bedeutet Fels. Der Dom im Namen erinnert an die ehemaligen erzbischöflich - kurkölnischen Besitztümer an der Ahr. Die Lage hatte eine Größ von ca. 5 Hektar und der Boden weist einen lehmigen Untergrund auf Schiefer und Grauwacken auf, auf dem hauptsächlich die Rebsorte Spätburgunder angebaut wird. 2007 hatte die Lage ein Größe von 9,7 ha, wovon nur knapp ein Drittel bestockt waren, auf einer Höhe von 110 bis 250 Metern. Die Exposition war Süd bis West bei einer Steilheit von 15–60 %. Der Felsvorsprung Bunte Kuh befindet sich am östlichen Rand der ehemaligen Lage. Die Lage erstreckte sich auch auf der anderen Seite der Ahr ins Heckenbachtal hinein.

## Kulturdenkmal
Das Areal gehört zu als Gemarkung mit zum Kulturdenkmal Weinbergsterrassen nordwestlich von Walporzheim, die durch stark terrassierte Weinbergslagen, Trockenmauern mit Treppenaufgängen und kleinteiligen Terrassen gekennzeichnet sind.